# Shavon Douglas
Shavon Douglas (* 24. März 1979) ist ein ehemaliger Fußballspieler von St. Kitts und Nevis.

## Karriere

### Klub
Er spielte bis zum Saisonende 2007/08 beim St. Paul’s United FC. Weiteres ist nicht bekannt.

### Nationalmannschaft
Seinen einzigen Einsatz für die Nationalmannschaft erhielt er am 12. Dezember 2004 bei einem Qualifikationsspiel zur Karibikmeisterschaft. Bei der 0:1-Heimniederlage gegen Haiti spielte er durch.